# Baniyas Sports & Culture Club
Maillots
Actualités
Dernière mise à jour : 12 octobre 2023.
Le Baniyas Sports & Culture Club (en arabe : نادي بني ياس الرياضي الثقافي), plus couramment abrégé en Baniyas SC, est un club professionnel émirati de football fondé en 1982 et basé à Abou Dabi.
Présidé par Saif bin Zayed Al Nahyan, ministre de l'Intérieur et vice-Premier ministre des Émirats, son équipe première est entraînée par l'Allemand Winfried Schäfer et évolue actuellement en première division.

## Palmarès
| Compétitions nationales | Compétitions internationales                                      |
| --- | ----------------------------------------------------------------- |
| - Championnat des Émirats arabes unis : - Vice-champion : 2010-11. - Coupe des Émirats arabes unis (1) : - Vainqueur : 1992. - Finaliste : 2012. | - Coupe du Golfe des clubs champions (1) : - Vainqueur : 2012-13. |

## Personnalités du club

### Présidents
- Saif bin Zayed (en)